# Église Sainte-Marine de Čelopek
L'église Sainte-Marine (en serbe cyrillique : Храм Свете Великомученице Марине ; en serbe latin : Hram Svete Velikomučenice Marine) est située en Bosnie-Herzégovine, sur le territoire du village de Čelopek et dans la municipalité de Zvornik. Cette église a été construite en 1998.